# Absolver
Absolver è un gioco di ruolo picchiaduro basato sulle arti marziali, sviluppato dalla casa produttrice indipendente parigina Sloclap e pubblicato dalla casa editrice statunitense Devolver Digital. Il gioco è stato reso disponibile il 29 agosto 2017 su Microsoft Windows e Playstation 4, per poi essere distribuito anche per Xbox One il 7 gennaio 2019.

## Meccaniche di gioco
Lo scopo del giocatore è di sconfiggere i boss distribuiti nel territorio una volta occupato dall'impero di Adal, per guadagnarsi l'accesso alla torre centrale, dove avviene l'ultimo scontro con il boss finale. Una volta sconfitto, si otterrà il titolo di Absolver. 
Absolver è un gioco open world dai tratti soulslike, perché le zone esplorabili sono comunque delimitate e il passaggio da una zona all'altra è per la maggior parte delle volte vincolato alla vittoria in combattimento contro un boss. I combattimenti sono molto frequenti, poiché quasi ogni personaggio incontrato per la mappa vuole combattere, a parte alcuni PnG presenti solo per dare informazioni. 
La meccanica centrale del gioco è il sistema di combattimento, tecnico ed estremamente personalizzabile. All'inizio del gioco bisogna scegliere uno degli stili di base e la quantità di mosse utilizzabile è estremamente limitata; progredendo nel gioco, si possono imparare nuove mosse affrontando i vari sfidanti. 
Il sistema è caratterizzato da quattro pose: frontale a sinistra, frontale a destra, tergale a sinistra e tergale a destra. Ogni mossa inizia e termina in una di queste pose e ogni posa ha fino a quattro slot per aggiungere mosse, più uno slot separato per equipaggiare una mossa adibita esclusivamente a cambiare posa. 
Sono presenti cinque stili di combattimento, ciascuno con una particolarità: 
- Kahlt: lo stile più aggressivo, in quanto la sua abilità è quella di assorbire i colpi ricevuti senza subire uno stordimento. Mettere a segno un attacco rigenererà la salute persa. 
- Forsaken: uno stile che permette di parare i colpi a seconda della direzione in cui arrivano. Per esempio: se un colpo arriva da destra, parare a sinistra farà subire dei danni, ma parare a destra bloccherà il colpo, permettendo di contrattaccare. 
- Windfall: uno stile che schiva i colpi anziché assorbirli, che permette di spostarsi rapidamente e colpire l'avversario da più direzioni. 
- Stagger: ispirato allo Zui Baxianquan, non si può scegliere all'inizio del gioco, ma va imparato entrando in una scuola. La sua tecnica è composta da quattro attacchi; tre di essi possono schivare alcuni tipi di mosse, mentre il quarto permette di assorbire un colpo durante la sua esecuzione. 
- Faejin: aggiunto con l'espansione gratuita Downfall, si ispira al Jeet Kune Do e la sua tecnica varia in base alla posa assunta dal personaggio. Se si trova in una delle pose frontali, l'abilità sarà una parata con contrattacco; se invece assume una delle pose tergali, potrà eseguire una schivata che lo porterà in una posa frontale. 
Un altro punto cardine del combattimento è la barra della resistenza fisica, che si consuma utilizzando mosse e schivando i colpi dell'avversario e che quindi va tenuta d'occhio, in quanto il suo azzeramento comporta una maggiore esposizione ai colpi degli avversari. 
È presente, inoltre, un sistema di acquisizione di punti esperienza, per migliorare alcune statistiche del proprio guerriero, come la capacità di assorbire più danni e di infliggerne di più. Avanzando all'interno del gioco è possibile ottenere equipaggiamento che aumenta le suddette statistiche, sconfiggendo i boss ma anche semplicemente cercando in giro per la mappa; l'equipaggiamento, tuttavia, aumenta il peso del guerriero e ne diminuisce l'agilità. 
Nel gioco sono presenti una modalità multigiocatore PvE, in cui i giocatori si uniscono per combattere guerrieri controllati dalla CPU, e una modalità multigiocatore PvP in cui due giocatori si scontrano in un duello uno contro uno. È, in ogni caso, possibile disattivare le funzionalità online del gioco per combattere in solitaria contro i PnG sparsi per la mappa.

## Sviluppo
Il gioco è stato sviluppato da Sloclap, una casa di sviluppo indie originaria di Parigi composta da sviluppatori che, in precedenza, avevano lavorato presso Ubisoft collaborando allo sviluppo di titoli appartenenti a serie come quelle di Watch Dogs e di Tom Clancy's Ghost Recon. Gli sviluppatori hanno cominciato a lavorare al gioco a maggio del 2015, partendo dall'idea di un sistema di combattimento fluido e dinamico, simile a una danza. Successivamente, hanno ideato tre slogan su cui basare l'intero gioco, slogan che spesso vengono ripetuti dai personaggi all'interno del gioco stesso: "Il combattimento è una danza", "I movimenti sono la tua arma" e "Fai un movimento/una mossa". 
Il direttore creativo Pierre Tarno ha particolarmente apprezzato l'idea di dare ai giocatori la libertà di creare la propria tecnica di combattimento utilizzando le diverse mosse e sperimentando diverse combinazioni tra di esse, per trovare le più congeniali a ogni stile di gioco.
Absolver è stato sviluppato con il motore grafico Unreal Engine 4. Il gioco è stato annunciato per la prima volta il 26 maggio 2016, alla ventiduesima edizione dell'E3, dalla casa editrice statunitense Devolver Digital.

## Recensioni
Absolver ha ricevuto valutazioni abbastanza concordi, sia per i pregi che per i difetti, dalle principali testate di critica videoludica. 
Leif Johnson di IGN ha dato 7.6/10 al gioco, lodandone il sistema di combattimento estremamente personalizzabile e la meccanica del combat deck, attraverso cui si apprendono nuove mosse combattendo e vedendole eseguire da altri giocatori o PnG. Le critiche invece riguardano principalmente la modalità PvP, che permette solo lo scontro uno contro uno tra due giocatori, e la storia, definita affascinante, che però si interrompe troppo presto e in modo brusco, come se si trattasse di un gioco in accesso anticipato con parecchio potenziale ma non ancora interamente completato.
Tyler Wilde di PC Gamer ha assegnato un voto di 78/100 al gioco, esaltandone il sistema di combattimento e la spinta alla cooperazione ma criticando l'ambientazione che, pur essendo volontariamente tetra e aperta, a suo parere presenta diversi spazi vuoti, sia nell'ambientazione stessa che nel gameplay, che potevano essere ottimizzati.
Richard Wakeling di GameSpot ha assegnato 8/10 al gioco, citando tra i pregi il sistema di combattimento gratificante, la personalizzazione dello stile di combattimento, il giusto equilibrio tra tensione e spensieratezza che gli scontri trasmettono al giocatore e il design dei personaggi e dell'ambientazione. Tra i difetti, invece, ha individuato lo scarso bilanciamento delle armi negli scontri uno contro uno, nei quali esse risultano troppo potenti, e il disordine che si viene a creare negli scontri che coinvolgono più di due personaggi.
Per quanto riguarda la critica videoludica italiana, Simone Tagliaferri di Multiplayer.it ha assegnato 8/10 al gioco, mettendone in evidenza il sistema di combattimento, definito profondo e sfaccettato, gli scontri multigiocatore, definiti esaltanti, e lo stile ben delineato e riuscito, nonostante qualche limite grafico. Tra i contro, vengono citati il lag eccessivo, difetto importante in un gioco dove conta molto il tempismo, il caos generato dagli scontri che coinvolgono più di un nemico allo stesso tempo e altri piccoli problemi tecnici di rilevanza minore.
Biagio Etna di IGN Italia ha valutato il gioco 7.9/10, mettendo in risalto il sistema di combattimento e le ambientazioni suggestive e criticando l'elevata difficoltà nel padroneggiare i comandi e il lag. Inoltre ha definito il gameplay ricco e articolato e ha aggiunto che, nonostante sia un titolo "difficile da inquadrare" in un genere ben preciso e nonostante i piccoli problemi di lag che ne limitano la qualità, si tratta, nel complesso, di un progetto ambizioso e pieno di sfaccettature.
Andrea Forlani di Eurogamer.it ha assegnato ad Absolver un voto di 7/10. Il gioco viene definito un'esperienza "fresca", che unisce elementi da gioco picchiaduro a elementi che contraddistinguono, invece, un titolo GDR. C'è del potenziale nella modalità PvP, a discapito di una modalità giocatore singolo poco curata e di una campagna poco articolata. Infine, vengono menzionati tra i lati positivi anche il comparto artistico e l'ambientazione.
Absolver è stato candidato per il premio di "Miglior videogioco d'azione" ai Game of The Year Awards del 2017 organizzati da PC Gamer e per il premio di "Miglior gioco di combattimento" ai Best of 2017 Awards organizzati da IGN.